# Puimolar
Puimolar es una localidad española perteneciente al municipio de Arén, en la Ribagorza, provincia de Huesca, Aragón. Compone el tradicional y antiguo municipio de Cornudella de Baliera, el cual se unió a Arén en 1965. 
El habla propia es el catalán ribagorzano.

## Historia
En el fogaje de 1405 aparece escrito como Puymolar.

## Lugares de interés
Su iglesia parroquial está dedicada a la Virgen de las Heras, la cual es de reciente construcción.